# إدوارد ميزجر
إدوارد ميزجر (بالألمانية: Eduard Metzger)‏ هو مهندس معماري ورسام ألماني، ولد في 13 فبراير 1807 في بابنهايم في ألمانيا، وتوفي في 16 سبتمبر 1894 في ميونخ في ألمانيا.